# Jimmy Allen
Pour les articles homonymes, voir James Allen et Allen.
Jimmy Allen (né le 16 octobre 1909 à Poole en Angleterre et mort le 8 février 1995) est un footballeur international anglais.